# Nędza (gmina)
Nędza (do 1954 roku gmina Markowice) – gmina wiejska w Polsce położona w województwie śląskim, w powiecie raciborskim. W latach 1975–1998 gmina administracyjnie należała do województwa katowickiego. W gminie znajduje się 1804 budynków mieszkalnych, 435 gospodarstw rolnych, 211 podmiotów prowadzących działalność gospodarczą, z czego 182 to zakłady produkcyjno-rzemieślnicze, jeden zespół szkolno-gimnazjalny (Nędza), 3 zespoły szkolno-przedszkolne (Zawada Książęca, Górki Śląskie i Babice) i jedno przedszkole (Nędza). Siedziba władz gminy to Nędza.
Według danych z 1 stycznia 2008 gminę zamieszkiwały 7183 osoby. Natomiast według danych z 31 grudnia 2017 roku gminę zamieszkiwało 7440 osób.
Według danych z 31 grudnia 2019 roku gminę zamieszkiwały 7453 osoby.

## Historia
Jeszcze w XII wieku teren gminy pokrywały gęste lasy. Pierwsze osady pojawiły się w dolinie Odry na pod koniec XIII wieku (z 1292 roku pochodzi pierwsza wzmianka o Ciechowicach).

## Struktura powierzchni
Według danych z roku 2006 gmina Nędza ma obszar 57,14 km², w tym:
- użytki rolne: 36,9%
  - 25%: grunty orne,
  - 11,9%: łąki i pastwiska.
- użytki leśne: 47,6%
- nieużytki: 15,5%

Gmina stanowi 10,5% powierzchni powiatu.

## Transport

### Drogi
Przez gminie Nędza biegną następujące drogi wojewódzkie:
- 421 Nędza - Ciechowice - Szczyty (DW417)
- 919 Racibórz (DW933) - Babice - Nędza - Szymocice - Sośnicowice (DW408)
- 922 Nędza - Kuźnia Raciborska (DW405)

Przez gminę Nędza przejeżdża 5 dróg powiatowych, o łącznej długości na terenie gminy wynoszącej: 8,1 km.
| Numer drogi | Przebieg odcinka drogi                                                                            | Długość drogi w (m) |
| ----------- | ------------------------------------------------------------------------------------------------- | ------------------- |
| 3509S       | Kuźnia Raciborska (ul. Topolowa) - Siedliska (ul. Gliwicka) - Turze (ul. Raciborska) - Ciechowice | 1 740               |
| 3510S       | Nędza (ul. Pocztowa) - DW421                                                                      | 481                 |
| 3536S       | DW919 - Górki Śląskie (ul. Ofiar Oświęcimskich) - Zwonowice (ul. Sumińska, ul. Wyzwolenia)        | 3 464               |
| 3537S       | DW919 (ul. Szkolna) - Adamowice (ul. Szkolna)                                                     | 340                 |
| 3546S       | Babice (DW919)(ul. Wiejska) - Raszczyce (ul. Szkolna) - DW923                                     | 2 159               |
|             |                                                                                                   | 8 184               |

### Kolej
Przez gminę Nędza biegną dwie, czynne linie kolejowe: 140 linia kolejowa nr 140, relacji Katowice Ligota - Nędza oraz 151 lina kolejowa nr 151, relacji Kędzierzyn Koźle - Chałupki. Gmina posiada trzy stacje kolejowe: Nędza (Nędza), Nędza-Wieś (Nędza), Szymocice (Szymocice). Ponadto przez tereny gminy biegnie nieczynna linia kolei wąskotorowej, należąca do sieci Górnośląskich Kolei Wąskotorowych. Jest to linia Bytom Karb Wąskotorowy – Markowice Raciborskie Wąskotorowe. Na tej linii Nędza posiada wycofaną z użytku stację kolejową.

## Geografia
Zachodnia część gminy Nędza leży w Kotlinie Raciborskiej, a część wschodnia na Płaskowyżu Rybnickim. Największą rzeką gminy jest Odra, która zarazem stanowi jej zachodnią granicę. Gminę przecina także struga Sumina będąca dopływem Rudy i kilka mniejszych potoków. Leży na wysokości od ok. 180 m n.p.m. (dolina Odry) do ok. 240 m n.p.m. (okolice Górek Śląskich).

## Demografia

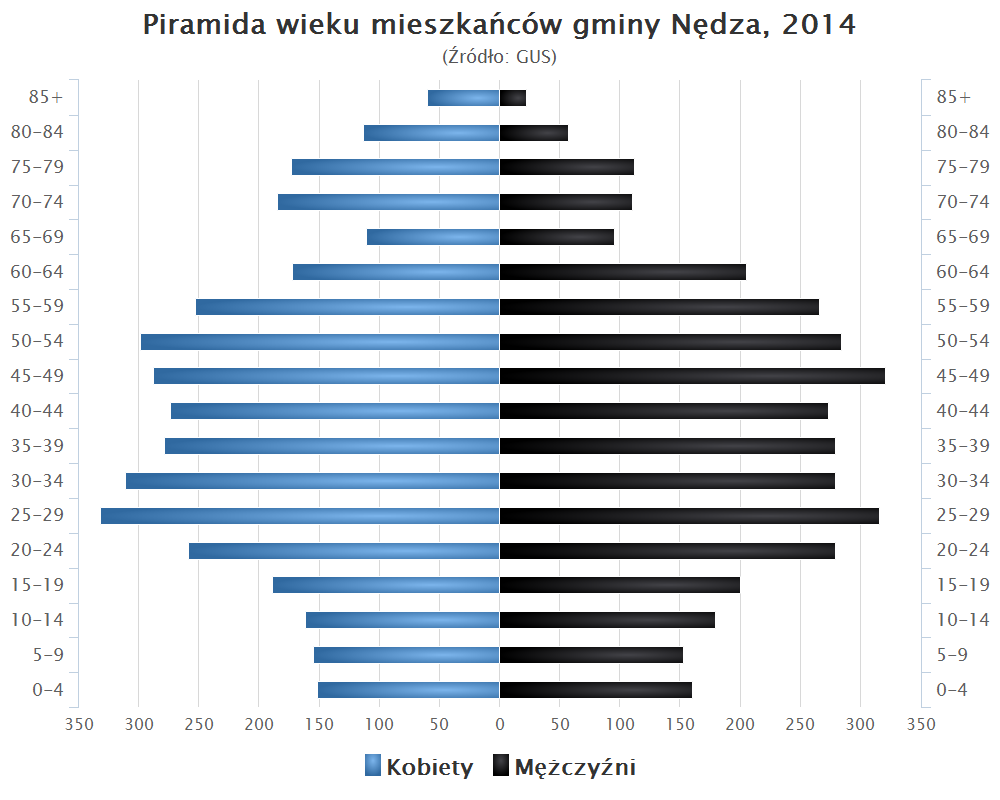
Piramida wieku mieszkańców gminy Nędza w 2014 roku

Dane z 31.12.2017 roku
| Opis                              | Ogółem | Ogółem | Kobiety | Kobiety | Mężczyźni | Mężczyźni |
| --------------------------------- | ------ | ------ | ------- | ------- | --------- | --------- |
| jednostka                         | osób   | %      | osób    | %       | osób      | %         |
| populacja                         | 7 440  | 100    | 3 824   | 51,4    | 3 576     | 48,6      |
| gęstość zaludnienia (mieszk./km²) | 129    | 129    | 66      | 66      | 63        | 63        |

## Sołectwa

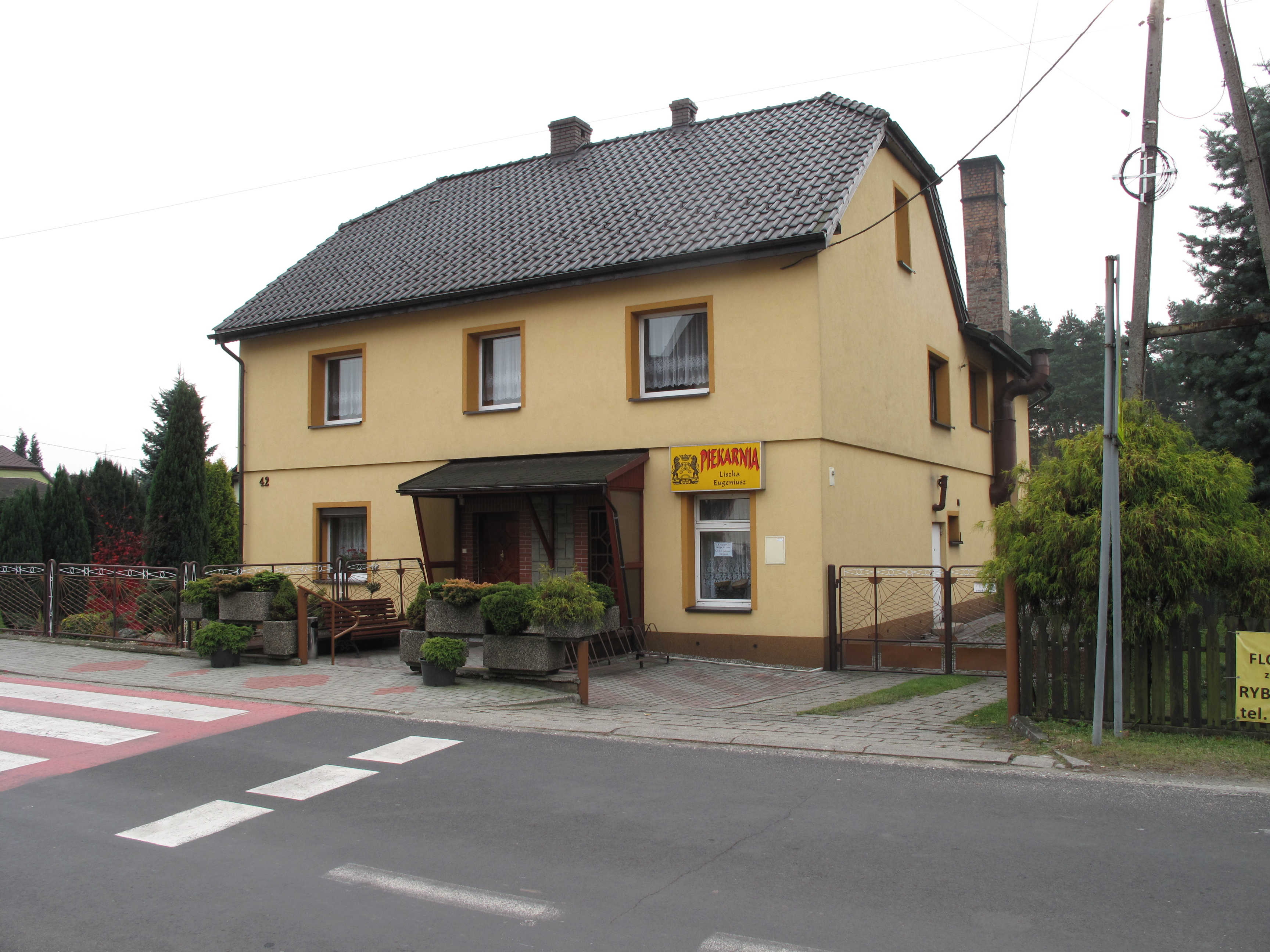
Górki Śląskie, piekarnia

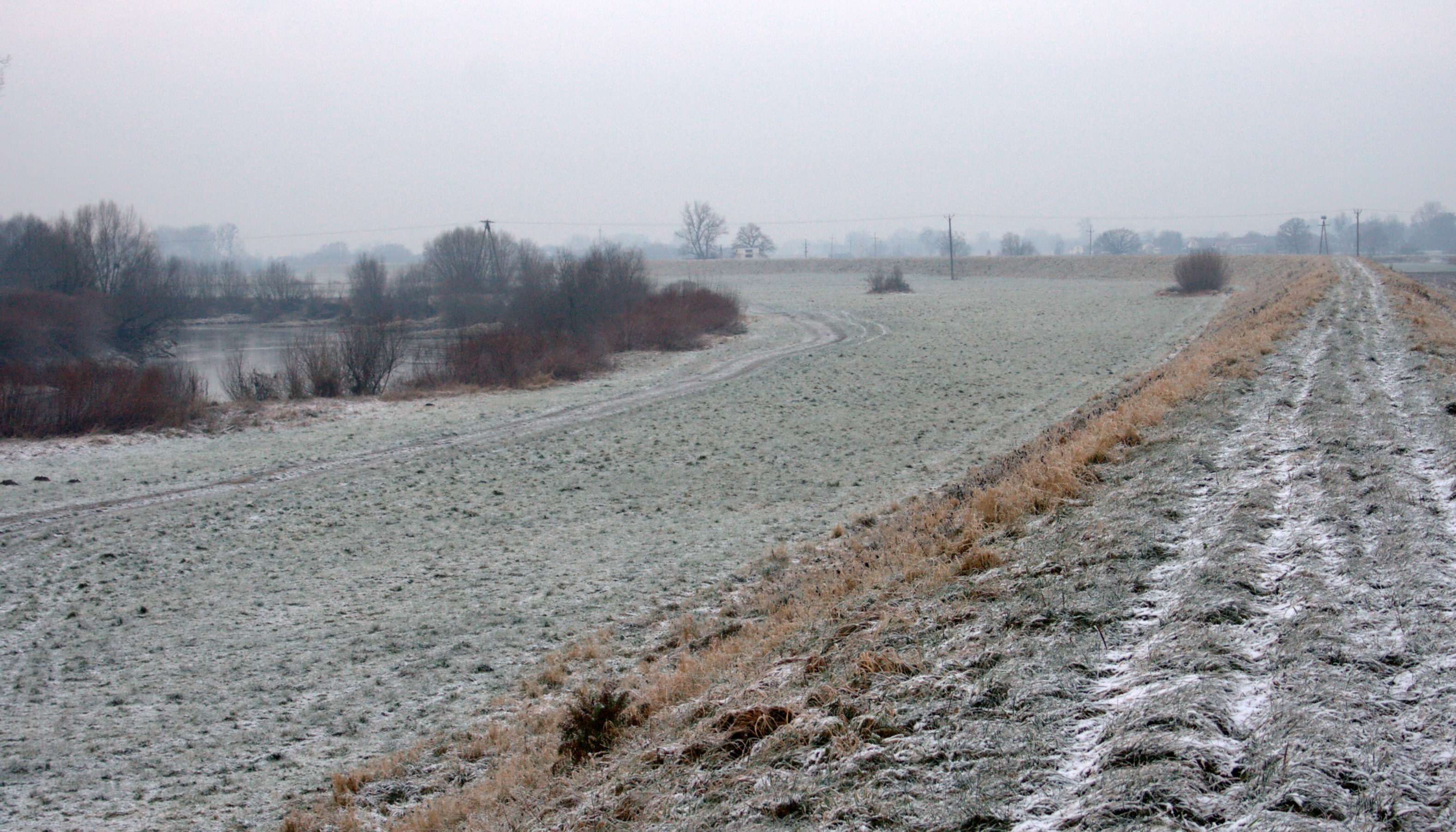
Ciechowice, Odra wał przeciwpowodziowy

- Babice
- Ciechowice
- Górki Śląskie
- Łęg
- Nędza (siedziba urzędu gminy)
- Szymocice
- Zawada Książęca

## Sąsiednie gminy
Kuźnia Raciborska, Lyski, Racibórz, Rudnik

## Wsie należące do gminy
- Babice
- Ciechowice
- Górki Śląskie
- Łęg
- Nędza
- Szymocice
- Zawada Książęca